# Снеговик (мультфильм, 1982)
«Снеговик» — английский короткометражный анимационный телефильм, снятый по одноимённой детской книге Рэймонда Бриггса 1978 года, который традиционно демонстрируется по телевидению в Великобритании в канун Рождества.
Премьера фильма состоялась 26 декабря 1982 года на канале Channel 4. Фильм сразу приобрёл популярность и со временем стал неотъемлемой частью британской рождественской культуры.
Фильм сохраняет стилистику рисунков Бриггса (цветные карандаши). За исключением небольшого вступления, фильм идёт без слов.
Песня «Walking in the Air», впервые прозвучавшая в фильме, стала очень популярной и впоследствии исполнялась многими артистами.
Согласно опросу Британского института кино, проведённому в 2000 году, фильм занял 71-е место в списке «Сто величайших телепрограмм Британии». В 2004 году он попал в первую десятку в списке лучших рождественских телепередач.

## Сюжет
Однажды зимой в канун Рождества мальчик лепит из снега снеговика. Он надевает на него старую шляпу и шарф. Ночью мальчику не спится, время от времени он подходит к окну и смотрит, как там снеговик. Вдруг ровно в полночь Снеговик оживает, мальчик выбегает к нему, а потом приглашает в дом. Родители спят, но мальчик проводит своего гостя по всем комнатам, показывая, как они живут. Потом они выходят во двор, где снеговик обнаруживает мотоцикл и тут же садится на него. Они с мальчиком ездят по округе, пугая светом фар фазанов, зайцев и лису.
Затем Снеговик берёт мальчика за руку и взлетает. Они летят над городком мальчика и дальше, пролетают над Королевским павильоном и Западным Пирсом в Брайтоне. Дальше их путь лежит через океан в Арктику, где они наблюдают Северное сияние. Наконец, они приземляются и Снеговик ведёт мальчика в лес, где они присоединяются к празднику снеговиков со всего света. Там же присутствует и Дед Мороз (Санта Клаус), который показывает мальчику оленей, а также даёт ему подарок (шарф с изображением снеговиков). Наконец, Снеговик и мальчик летят домой тем же путём.
Мальчик ложится спать, а утром обнаруживает, что снеговик растаял на солнце. Однако на память о ночном путешествии и его друге у мальчика остаётся подаренный Дедом Морозом шарф.

## Отличия от книги
- Книга не содержит явных отсылок к Рождеству (тогда как в фильме в доме стоит наряженная ёлка).
- В книге нет путешествия Снеговика и мальчика в Арктику (они долетают только до Западного Пирса) и праздника снеговиков, а также шарфа в подарок от Деда Мороза.
- В книге мальчик не называется по имени, в фильме его зовут Джеймс, что видно на конверте с подарком от Деда Мороза. Это же имя Дед Мороз называет во вступлении к фильму 2002 года. В юбилейном издании фильма на DVD в 2002 году сообщается, что это имя придумала аниматор Джоанна Харрис в честь своего друга.

## Варианты вступления
Помимо анимационной части, фильм предваряется небольшим вступлением, которое существует в нескольких вариантах:
- в исходном варианте автор книги Рэймонд Бриггс идёт по полю и рассказывает о том, какой снежной была зима в том году, когда он писал книгу;
- позже был показан вариант, в котором Дэвид Боуи (представляющий повзрослевшего мальчика Джеймса — героя фильма) вспоминает ту зиму, когда он познакомился со Снеговиком, и достаёт на чердаке тот самый шарф;
- к 20-летию фильма в 2002 году канал Channel 4 выпустил новое вступление (режиссёр Роджер Мейнвуд), в котором говорит Дед Мороз — а именно, персонаж Бриггса из его книги про Деда Мороза, по которому был также снят мультфильм (Father Christmas). Дед Мороз, озвученный актёром Мелом Смитом, рассказывает о том, как он встретил мальчика.

## Саундтрек
В фильме звучит музыка Ховарда Блейка, который также написал слова песни «Walking in the Air» и дирижировал своим оркестром «Sinfonia of London», исполнившим музыку к фильму.
Песня была исполнена мальчиком-хористом Собора Святого Павла Питером Оти, однако впоследствии свои версии песни записывали многие другие исполнители.

## Награды и номинации
- 1983 — Премия BAFTA в области телевидения — лучшая детская телепередача
- 1983 — Премия BAFTA в области телевидения — лучшее изобразительное решение (номинирован)
- 1983 — Премия «Оскар» — лучший анимационный короткометражный фильм (номинирован)
- 1984 — Кинофестиваль короткометражных фильмов в Тампере — гран-при

## Продолжение
В канун Рождества 2012 года на канале Channel 4 состоялась премьера продолжения, снятого к 30-летнему юбилею мультфильма. Новый 24-минутный фильм «Снеговик и Снежный пёс» (англ. The Snowman and the Snowdog), созданный в стилистике своего предшественника и одобренный Рэймондом Бриггсом, был нарисован от руки без применений компьютерной графики. Он рассказывает о мальчике Билли, который много лет спустя переселяется в дом, где когда-то жил Джеймс, и на основе рисунка Джеймса лепит снеговика, а также снежного пса в память о своём недавно умершем питомце. Ночью Снеговик и Снежный пёс оживают, и летят с Билли на Северный Полюс, где участвуют в празднике снеговиков.